# Bembidion kauaiensis
Bembidion kauaiensis är en skalbaggsart som först beskrevs av Sharp 1903.  Bembidion kauaiensis ingår i släktet Bembidion och familjen jordlöpare. Inga underarter finns listade i Catalogue of Life.